# Lambert de Spolète
Pour les articles homonymes, voir Lambert.
Lambert II de Spolète, né vers 880 et mort vers 898, fut roi d'Italie (892-898),  empereur d'Occident (894-898) sous le nom de Lambert de Spolète, puis duc de Spolète (897-898).

## Biographie
Fils de Guy III de Spolète et d'Ageltrude de Bénévent, il fut associé au trône dès mai 891 par son père, sacré empereur la même année par Étienne V. Le pape suivant, Formose, fut contraint de couronner Lambert comme roi d'Italie le 30 août 892. Dès que possible, ce pape appela à la rescousse Arnulf de Carinthie, qui vint en Italie septentrionale et s'opposa aux intérêts de Guy et Lambert.
À la mort de son père en 894, Lambert lui succède et se rend à Rome pour se faire reconnaître comme empereur par Formose qui s'y opposa, puisqu'il attendait Arnulf et fut emprisonné au château Saint-Ange. Lambert est supplanté par Arnulf et Formose se hâte de sacrer ce dernier empereur le 22 février 896. Formose mourut peu après, tandis qu'Arnulf, frappé d'une attaque, doit abandonner la campagne militaire et retourner en Germanie, ce qui permet à Lambert de reprendre son trône au début de 897.
Ageltrude obtint du nouveau pape Étienne VI, élu avec son influence, que se tînt un procès contre son prédécesseur en 897 : le cadavre de Formose fut donc exhumé, soumis à un procès macabre, mutilé et jeté dans le Tibre, cet événement est connu comme le Concile cadavérique.
En mai 898, le pape Jean IX au synode de Ravenne déclara nul le sacre d'Arnulf et apporte son soutien à Lambert, lequel mourut accidentellement au cours d'une chasse le 15 octobre 898.

## Source
- Venance Grumel Traité d'Études Byzantines I « La Chronologie » dans Bibliothèque Byzantine Presses universitaires de France, Paris 1958 « Empereurs d'occident IXe – XIIIe siècle » p. 414 & « Rois d'Italie après Charlemagne » p. 418.